# جيف كامبل (سياسي)
جيف كامبل (بالإنجليزية: Jeff Campbell)‏ هو سياسي أمريكي، ولد في 17 سبتمبر 1966 في مقاطعة سميث في الولايات المتحدة. حزبياً، نشط في الحزب الجمهوري.